# Ken Tralnberg
Ken Tralnberg (n. 17 iulie 1956, Prince Albert⁠(d), Saskatchewan, Canada) este un jucător de curl ce a reprezentat Canada, medaliat olimpic. A participat la o ediție a Jocurilor Olimpice (2002) în care a câștigat o medalie de argint.

## Participări
Lista de mai jos prezintă principalele competiții la care a participat Ken Tralnberg de-a lungul carierei.
- curling at the 2002 Winter Olympics[*]